# Wishmaster (canción)
Wishmaster es una canción de Nightwish, de su tercer álbum de estudio Wishmaster y fue compuesta por Tuomas Holopainen. Este disco se caracterizó por ser el que los hizo conocidos en toda Europa por sus fuertes riffs, complicados solos de guitarra, poderosa batería, claro sonido del bajo y también por su apoyo orquestal, aunque más que eso, el álbum se destacó por la voz de Tarja Turunen, vocalista soprano del grupo en ese momento.
| Inglés                 | Español                      |
| ---------------------- | ---------------------------- |
| Master                 | Amo                          |
| Apprentice             | Aprendiz                     |
| Heartborne, 7th Seeker | Heartborne, Séptimo Buscador |
| Warrior                | Guerrero                     |
| Disciple               | Discípulo                    |
| In me the Wishmaster   | En mí el amo del deseo       |

## Créditos
- Tarja Turunen – Vocalista
- Emppu Vuorinen – Guitarra
- Sami Vänskä - bajo- Guitarra
- Tuomas Holopainen – Teclados
- Jukka Nevalainen – Batería

Invitados:
- Sam Hardwick - Vocalista
- Ike Vil - Vocalista
- Esa Lehtinen - Flauta
- Ville Laaksonen - Tenor
- Matias Kaila - Tenor
- Kimmo Kallio - Barítono
- Riku Salminen - Bajo (voz)
- Anssi Honkanen - Bajo (voz)
- V. Laaksonen - Coro Arreglo musical

- Datos: Q6168027